# Elektronová litografie

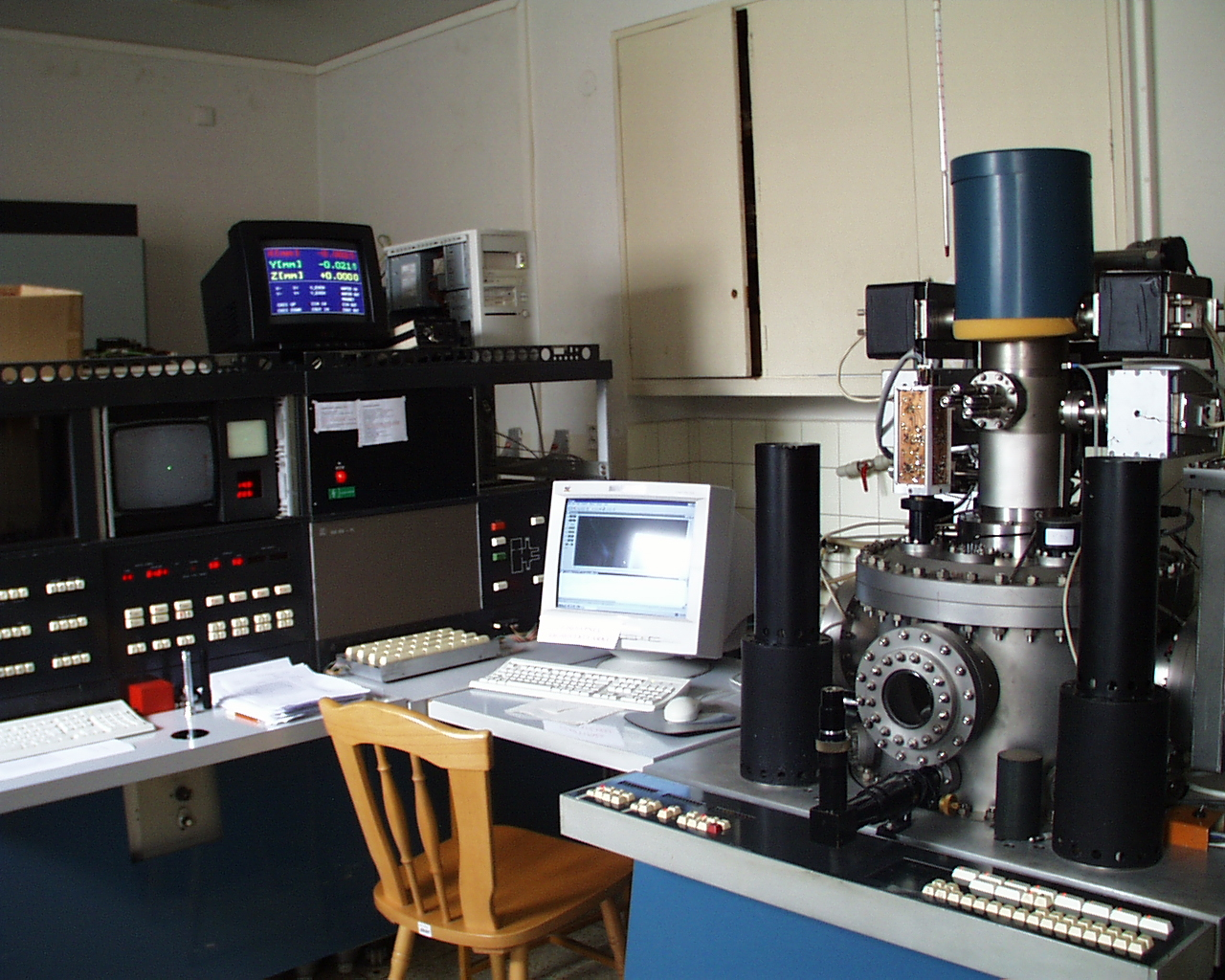
Elektronový litograf

Elektronová litografie (angl. electron-beam lithography, e-beam lithography, EBL) je postup, při kterém je svazek elektronů emitován tak, aby vytvořil vzory (obrazy) na ploše pokryté tenkou vrstvou elektronového rezistu (expozice) a následně jsou selektivně odstraněny (rozpuštěny) buď exponované nebo neexponované oblasti rezistu (vyvolání rezistu).
Účelem tohoto postupu je vytvořit v rezistu velmi malé struktury, které pak mohou být přeneseny do materiálu podložky. Elektronová litografie byla vyvinuta pro potřeby výroby integrovaných obvodů (zejména výroba masek pro jednotlivé technologické operace). Používá se rovněž pro vytváření struktur v oblasti nanotechnologie.

## Elektronový litograf
Zařízení umožňující zápis elektronovým svazkem nazýváme elektronový litograf. Podle tvaru svazku existují litografy s gaussovským svazkem nebo s tvarovaným svazkem. Svazek je možné vychylovat buďto v pravidelném rastru podobně jako v rastrovacích mikroskopech (rastrový zápis) nebo na libovolnou pozici vychylovacího pole (vektorový zápis).
Základní částí elektronového litografu je kovová trubka neboli tubus (na obrázku válcová část vpravo nahoře), který je podobný jako u řádkovacího elektronového mikroskopu: zdroj elektronů a urychlovací systém (elektronová tryska), clona (pro nastavení proudu ve svazku případně pro tvarování svazku), elektronově optická soustava a systém vychylování svazku. Do pracovní komory (na obrázku vpravo dole) se umísťuje rámeček s uchyceným vzorkem. Vzhledem k omezenému rozsahu vychylování svazku je další důležitou součástí přesný litografický stolek pro posuv substrátu (viz wafer), jehož pozice je odměřována pomocí laserové interferometrie.
Elektronový litograf (podobně jako ostatní zařízení pracující se svazkem elektronů: mikroskop, svářečka) je ultravakuové zařízení. Tohoto stupně vakua se dosahuje pomocí několika typů vývěv (rotační, turbomolekulární, iontové).
Při zavážení vzorku do  vakuové pracovní komory dojde ke zhoršení vakua v této komoře; pro urychlení výměny (resp. obnovení pracovního tlaku) se používá vakuová propust.

## Technologické procesy

### Expozice rezistu
Elektronový rezist je makromolekulární látka citlivá na elektromagnetické záření. Působením energie v elektronovém svazku dochází buď k síťovacím procesům (negativní rezisty) nebo k degradačním procesům (pozitivní rezisty). Tyto procesy vedou k lokální změně molekulové hmotnosti rezistu (velikosti molekul). Velikost molekul úzce souvisí s rychlostí rozpouštění rezistu v dané vývojce. Typickým představitelem pozitivního rezistu je PMMA (prakticky dobře známé plexisklo).

### Vyvolání rezistu
Podložka s exponovaným rezistem se vyvolá pomocí vhodné vývojky. U negativního rezistu se rozpustí neexponované oblasti. U pozitivního rezistu se rozpustí exponované oblasti. Výsledkem je rezistová šablona (maska) s otvory, přes které je možné opracovat vlastní podložku. Základními parametry pro technologii vyvolávání jsou citlivost a kontrast vývojky.

### Opracování podložky
Pro opracování podložky lze použít různé technologie. Podmínkou je, aby vůči tomuto zpracování byla rezistová maska dostatečně odolná.

## Použití elektronové litografie
- Příprava fotošablon (masek) pro projekční fotolitografii.
- Kusová výroba prototypů polovodičových součástek a integrovaných obvodů.
- Výzkum a vývoj v oblasti mikrostruktur a nanostruktur.
- Šablony pro nanoimprint litografii.